# Livraison par drone

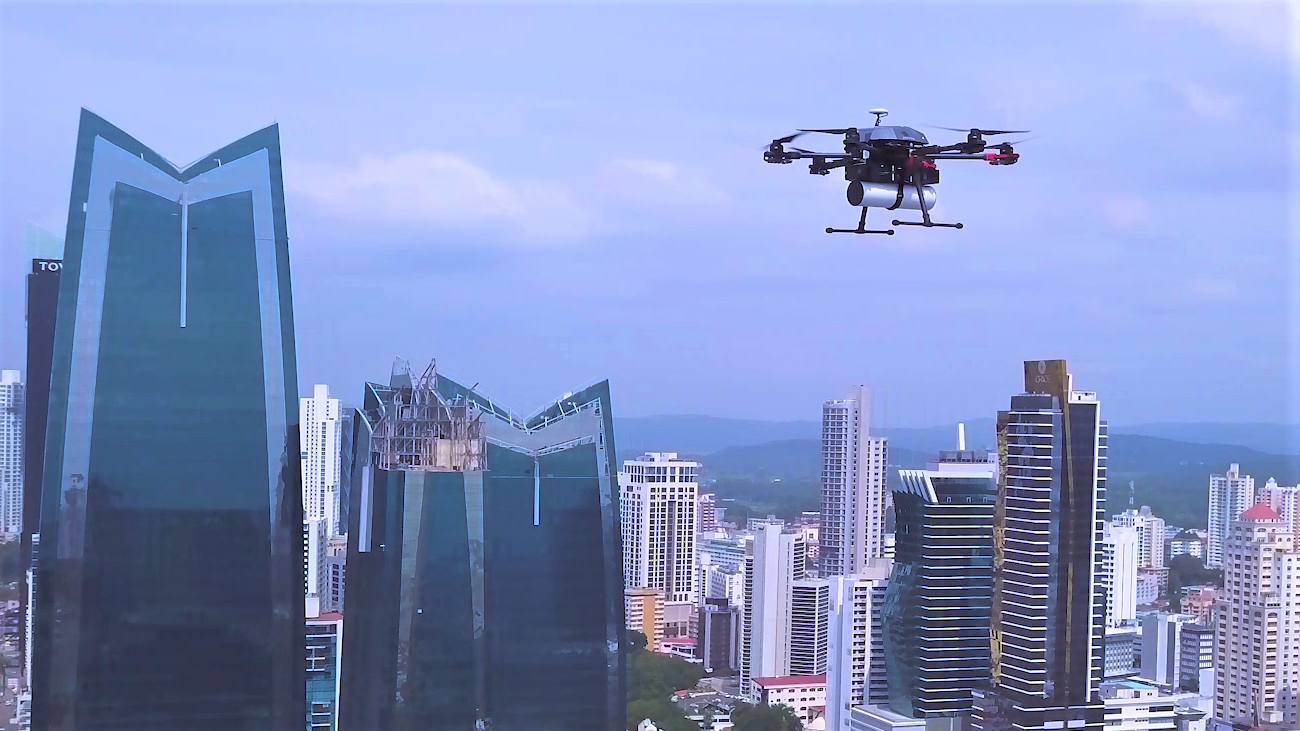
Un drone de livraison volant devant des gratte-ciel à Panama.

La livraison par drone est une forme de livraison qui emploie des drones aériens pour acheminer des colis à leur destinataire. On appelle drone de livraison un drone spécialisé dans cette activité logistique.

## Exemples
- Zipline International
- Swoop Aero